# تاریخچه گونه‌زایی
مطالعه علمی گونه‌زایی - چگونگی فرگشت گونه‌ها برای تبدیل شدن به گونه‌های جدید - در حدود زمان چارلز داروین در میانهٔ سدهٔ نوزدهم آغاز شد. بسیاری از طبیعت‌شناسان در آن زمان رابطه بین جغرافیای زیستی (شیوه پراکندگی گونه‌ها) و تکامل گونه‌ها را تشخیص دادند. سدهٔ بیستم شاهد رشد زمینه گونه‌زایی بود و مشارکت‌کنندگان عمده‌ای مانند ارنست مایر در حال تحقیق و مستندسازی الگوهای جغرافیایی و روابط گونه‌ها بودند. این رشته با سنتز فرگشتی نوین در اوایل آن سده برجسته شد. از آن زمان، پژوهش‌ها دربارهٔ گونه‌زایی بسیار گسترش یافته‌است.

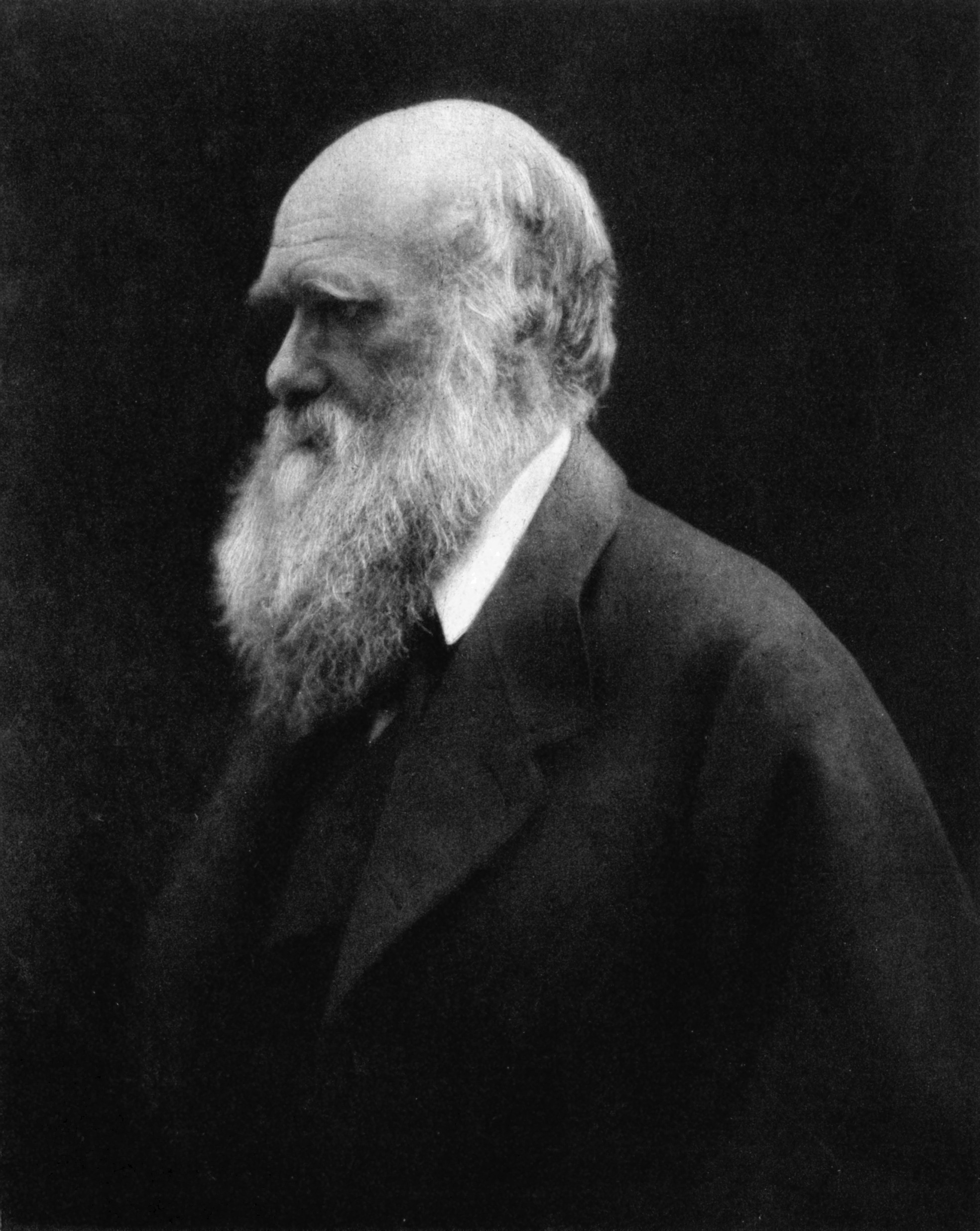
چارلز داروین در سال ۱۸۶۸

زبان گونه‌زایی پیچیده‌تر شده‌است. بحث دربارهٔ طرح‌های طبقه‌بندی دربارهٔ سازوکارهای گونه‌زایی و جداسازی تولیدمثلی ادامه دارد. سدهٔ بیست و یکم با تکنیک‌های جدیدی مانند تبارزایی مولکولی و سیستماتیک، شاهد تجدید حیات در مطالعه گونه‌زایی بوده‌است. گونه‌زایی تا اندازهٔ زیادی به حالت‌های جداگانه تقسیم شده‌است که با نرخ‌های جریان ژن بین دو جمعیت اولیه مطابقت دارد. تحقیقات کنونی گسترش طرح‌های جایگزین و کشف فرآیندهای جدید گونه‌زایی را هدایت کرده‌است.

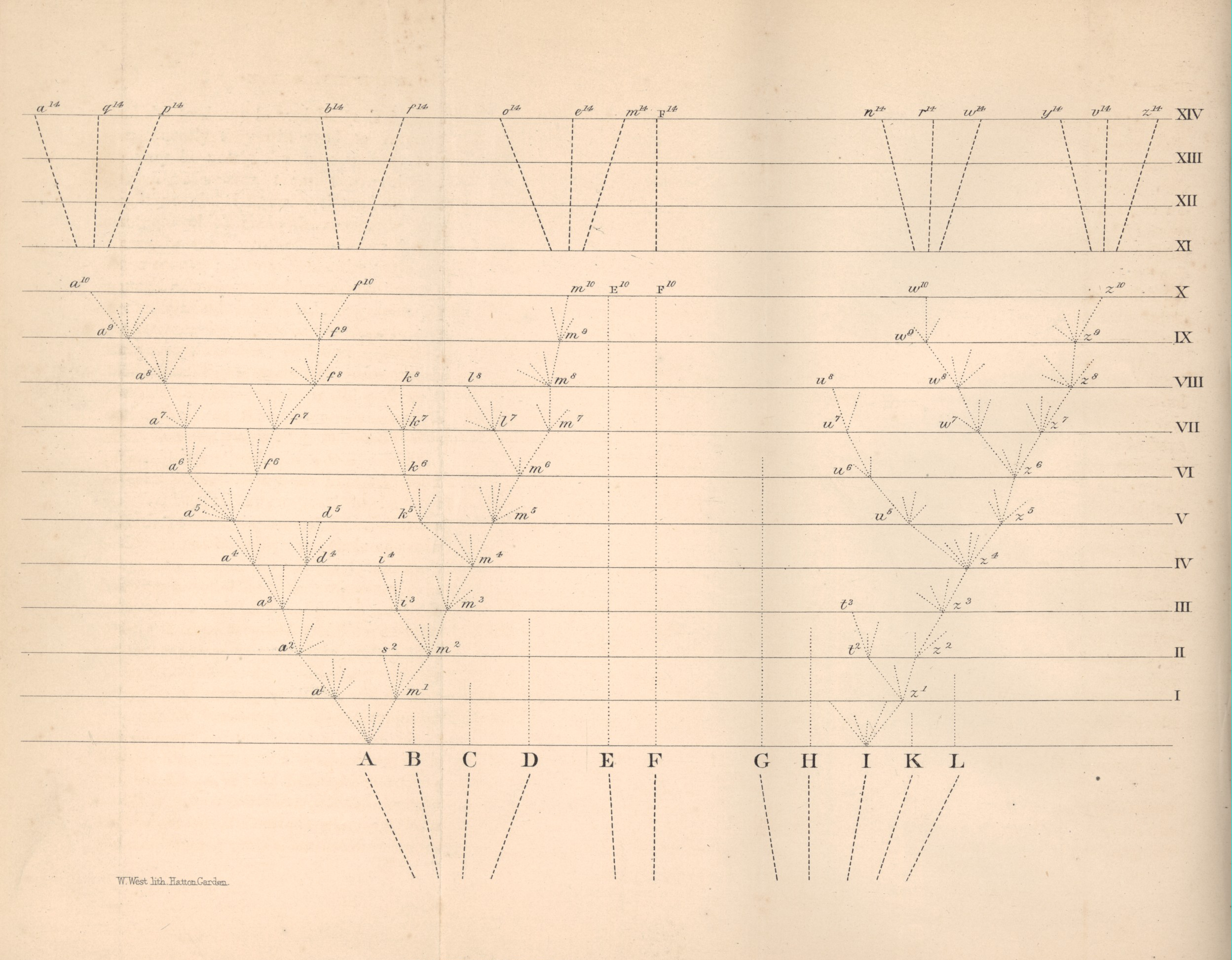
تنها نمودار داروین در سال ۱۸۵۹ دربارهٔ خاستگاه گونه‌ها، درختی از دودمان که برای تشکیل گونه‌های جدید از هم جدا می‌شوند

مقایسه سه حالت کلاسیک جغرافیایی گونه‌زایی: ناهمجا (آلوپاتریک)، پراجا (پاراپاتریک) و همجا (سمپاتریک). با گونه‌زایی پیرابوم (پری پاتریک) که به عنوان یک مورد خاص از گونه‌زایی آلوپاتریک گنجانده شده‌است.

چارلز داروین این ایده را مطرح کرد که گونه‌ها می‌توانند تکامل یابند و به دودمان جداگانه تقسیم شوند و از آن به عنوان ویژه‌شدن (Specification) در کتاب خود دربارهٔ خاستگاه گونه‌ها در سال ۱۸۵۹ یاد کرد. تا اینکه در سال ۱۹۰۶ اصطلاح نوین گونه‌زایی توسط زیست‌شناس اُراتور اف. کوک ابداع شد. داروین، در انتشارات خود در سال ۱۸۵۹، عمدتاً بر تغییرهایی که می‌تواند در یک گونه رخ دهد، تمرکز کرد و کمتر به چگونگی تقسیم گونه‌ها به دو گونه اشاره کرد. : 1 تقریباً به‌طور کلی پذیرفته شده‌است که کتاب داروین مستقیماً به عنوان آن اشاره نکرده‌است. به جای آن، داروین گونه‌زایی را به‌وسیله گونه‌هایی می‌دید که وارد کنام بوم‌شناختی جدید می‌شوند. : 125 

## تاریخچه حالت‌ها و سازوکارها

### گونه‌زایی همجا (سیمپاتریک)
گونه‌زایی همجا (سیمپاتریک)، از آغاز با داروین (که این اصطلاح را ابداع نکرد)، موضوعی بحث‌برانگیز بوده‌است. : ۱۲۵ مایر، همراه با بسیاری دیگر از زیست‌شناسان فرگشتی، دیدگاه داروین دربارهٔ گونه‌زایی و خاستگاه تنوع زیستی را این گونه تفسیر کردند که گونه‌ها به سوی کنام‌های بوم‌شناختی جدید وارد می‌شوند - نوعی گونه‌زایی همجا. پیش از مایر، گونه‌زایی همجا به عنوان شیوه اولیه گونه‌زایی در نظر گرفته می‌شد. در سال ۱۹۶۳، مایر با استناد به اشکالات مختلف در این نظریه، انتقاد شدیدی را ارائه کرد. : ۱۲۶ پس از آن، گونه‌زایی همجا مورد توجه زیست‌شناسان قرار نگرفت و اخیراً مورد توجه دورباره قرار گرفته‌است. : ۱۲۶ برخی از زیست‌شناسان مانند جیمز مالت معتقدند که دیدگاه داروین دربارهٔ گونه‌زایی توسط مایر اشتباه گرفته شده‌است. امروزه، گونه‌زایی همجا توسط شواهدی از آزمایشات آزمایشگاهی و مشاهدات طبیعت پشتیبانی می‌شود. : 127 

### گونه‌زایی دورگه‌ای
در بیشتر تاریخ گونه‌زایی، دورگه‌زایی (پلی‌پلوئیدی) یک موضوع بحث‌برانگیز بوده‌است، زیرا گیاه‌شناسان و جانورشناسان به‌طور سنتی نقش دورگه‌زایی در گونه‌زایی را متفاوت می‌بینند. کارل لینه نخستین کسی بود که دورگه‌زایی را در سال ۱۷۶۰ پیشنهاد کرد، Øjvind وینگ نخستین کسی بود که آلوپلی‌پلوئیدی را در سال ۱۹۱۷ تأیید کرد، و آزمایش بعدی که توسط Clausen و Goodspeed در سال ۱۹۲۵ انجام شد، نیز این یافته‌ها را تأیید کرد. امروزه به‌طور گسترده‌ای به عنوان سازوکار رایج گونه‌زایی شناخته شده‌است.

### تقویت

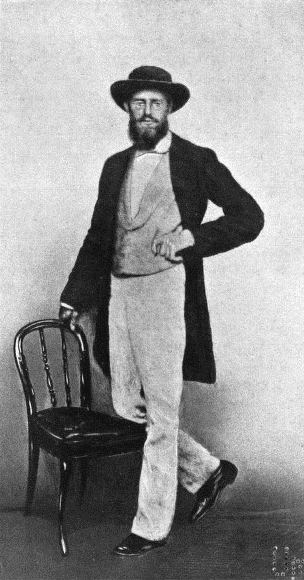
طبیعت‌شناس جوان آلفرد راسل والاس در سال ۱۸۶۲

مفهوم گونه‌زایی با تقویت تاریخچه پیچیده‌ای دارد و محبوبیت آن در میان پژوهشگران به‌طور چشمگیری در طول زمان تغییر می‌کند. : ۳۵۳ نظریه تقویت سه مرحله از گسترش تاریخی را تجربه کرد: : ۳۶۶ 
1. قابل پذیرش بودن بر اساس دورگه‌های نامناسب
2. غیرقابل پذیرش بودن بر اساس این یافته که دورگه‌ها ممکن است تناسب اندکی داشته باشند
3. قابل پذیرش بودن بر اساس مطالعات تجربی و مدل‌های پیچیده و واقعی زیست‌شناختی

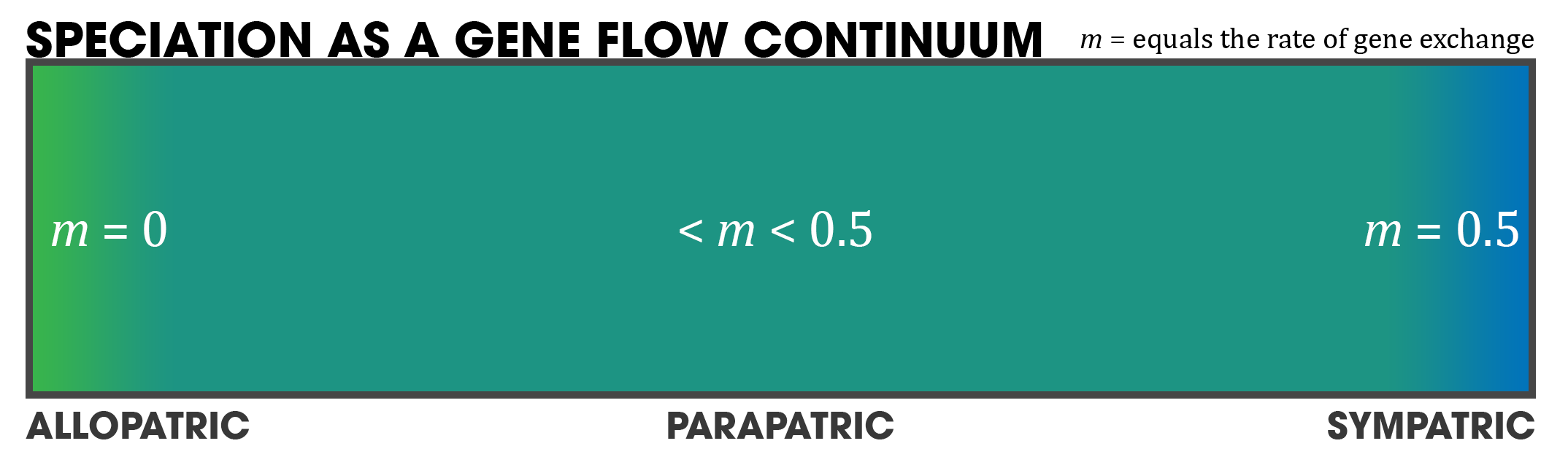
گونه‌زایی به‌عنوان زنجیره‌ای از شارش ژن نشان داده می‌شود که در آن برابر با نرخ تبادل ژن است. سه حالت جغرافیایی اولیه گونه‌زایی (ناهمجا، پراجا و همجا) می‌توانند در این زنجیره و همچنین دیگر حالت‌های غیرجغرافیایی وجود داشته باشند.